# Agelanthus keilii
Agelanthus keilii är en tvåhjärtbladig växtart som först beskrevs av Engl. & Krause, och fick sitt nu gällande namn av R.M. Polhill & D. Wiens. Agelanthus keilii ingår i släktet Agelanthus och familjen Loranthaceae. Inga underarter finns listade i Catalogue of Life.